# Oryzoborus funereus
Oryzoborus funereus là một loài chim trong họ Thraupidae.